# اتین کامارا
اتین کامارا (انگلیسی: Etienne Camara؛ زادهٔ ۳۰ مارس ۲۰۰۳) بازیکن فوتبال است.